# Magyar Attila (színművész, 1965)
Magyar Attila (Debrecen, 1965. szeptember 27. –) magyar színész, rendező, színházi író.

## Életpályája
Debrecenben a dolgozók gimnáziumában érettségizett hat év alatt, mivel már ekkor elkezdett inkább dolgozni. Nem színészi családból származik. Hetedikesként jelentkezett egy amatőr színjátszó körbe, amiben húszéves koráig játszott. Ez idő alatt a gyerekszínpadból diákszínpad, majd felnőtt színpad lett és az ország számos területén felléptek.
1987–1991 között a Színház- és Filmművészeti Főiskola színművész szakos hallgatója volt, Marton László osztályában. 1991–ben a Vígszínházhoz szerződött, 1992-ben Kaposvárra ment, majd két évad után szabadúszó lett. Fellépett a Budaörsi Játékszín, az Új Színházban, a Centrál Színházban, és országszerte számos helyen vendégszerepelt.
A Panelninja című darabot, amit ő rendezett és amiben maga játszik öt karaktert – férfit és nőt is – egyedül, az ő kérésére írta P. Szabó István.
2008-tól a Budaörsi Játékszín művészeti vezetője volt Salamon Suba László mellett, akivel együtt 2013-ban is pályázott a színház vezetésére, de a megbízást ekkor már Frigyesi András és Berzsenyi Bellaagh Ádám kapta.
Részt vett több televíziós produkcióban – látható volt a Showder Klub különkiadásában, a Roastban és volt a Csíííz című műsor arca –, szerepelt filmekben és szinkronizál is.

## Elismerések
- Színikritikusok Díja - a legjobb férfi mellékszereplő (Tréfa, szatíra, irónia és mélyebb értelem - az Ördög és a naivan hősies Molfells,[6] Új Színház; 1998)[7][8]
- Arlecchino-díj a legjobb férfi alakítás - VIDOR Fesztivál (Sok hűhó semmiért - Benedek, a páduai nemes alakításáért; 2002)[9]
- Pepita-díj ezüst fokozat (2013)[10][11]
- Capitano-díj a legjobb átváltozóművészeknek - VIDOR Fesztivál (megosztva: Nagy Sándorral és Szerednyey Bélával a Madách Színházban bemutatott Agyeldobás című darabban nyújtott alakításért; 2015)[12][13]

## Színházi szerepei
- Molnár Ferenc: Egy, kettő, három....Dr. Wolff
- Hervé: Nebáncsvirág....Színigazgató
- Jonson: Volpone....Nano
- Brecht: Koldusopera....Smitt I. Péter főtörm
- Eisemann-Somogyi-Zágon: Fekete Péter....Badilla; Fekete Péter; Pessty Péter
- Gombrowicz: Esküvő....
- Szomory Dezső: Hermelin....Dr. Plundrich Károly
- Schnitzler: A Bernhardi-ügy....Dr. Kurt Pflugfelder
- Csehov: Ványa bácsi....Vojnyickij Iván Petrovics
- Frenkó Zsolt: Jobb, mint otthon....Konok András
- Hoffmann: Diótörő....Kázmér bácsi
- William Shakespeare: Ahogy tetszik....Csűrcsavar Olivér; Próbakő
- Arisztophanész: Lysistrate....Férfikar
- Molière: Mizantróp....Philinte
- Tersánszky Józsi Jenő: Kakuk Marci....Soma
- Fowles: A lepkegyűjtő....Ferdinánd
- Kálmán Imre: Súgni tudni kell...!....Magyar Mihály
- Molière: Gömböc úr....
- William Shakespeare: Rómeó és Júlia....Mercutio
- Gorkij: Éjjeli menedékhely....Bubnov
- Faragó Attila: Lappangó....Artúr
- William Shakespeare: Macbeth....Lenox
- Schisgal: Szerelem...oh!....Harry
- Fagyejev: Az Ifjú Gárda avagy Ugyan már, Ibolyka!....Perlaki Szilárd
- William Shakespeare: Szentivánéji álom....Demetrius
- Vörösmarty Mihály: Csongor és Tünde "Üdlak"....Berreh; Csongor
- Brecht: Jó embert keresünk....Harmadik isten
- Molière: Don Juan....Guzman
- Szép Ernő: Patika....Balogh Kálmán
- Priestley: Váratlan vendég....Gerard Croft
- Kopeczky László: Vigyázz, ha jön a nagybőgő....Mikulás
- García Lorca: Vérnász....Férfi
- Radicskov: Január....Iszaj
- Csokonai Vitéz Mihály: Az özvegy Karnyóné s a két szeleburdiak....Tipptopp
- Beaumarchais: Figaro házassága avagy egy őrült nap....Don Guzman; Figaro
- Carlo Goldoni: A fogadósnő (Mirandolina)....Szolga; Foripopoli őrgróf
- Labiche: Gyilkosság a Maxime utcában....Lenglumé
- Courteline: Első vizit....Des Rillettes
- Grabbe: Tréfa, szatíra, irónia és mélyebb értelem....Ördög; Mollfels
- Sartre: Zárt tárgyalás....Garcin
- Képes Géza: Mese a halászlányról...Xavér gróf
- Confortès: Maraton....
- Brecht: Koldusopera....Smith
- Szathmári Sándor: Kazohinia....Gulliver
- Tasnádi István: Titanic vízirevü....Noszti Krisztián
- Örkény István: Tóték....Őrnagy
- Držić: Dundo Maroje....Pomet
- Carlo Goldoni: Hazugok....Ottavio
- Monnot: Irma, te édes!....Jojo; Bob
- Carlo Goldoni: A Chioggiai csetepaté....Toffolo
- Kornis Mihály: Végre élsz....
- Molière: Pourceaugnac úr....Pourceaugnac
- Csehov: Cseresznyéskert....Jepihodov
- Szirmai Albert: Mágnás Miska....Mágnás Miska
- Pozsgai Zsolt: Merénylet a színpadon....Szilvásy
- Molière: A botcsinálta doktor....A leány apja
- Örkény István: Magyar pantheon....Hubauer
- Stroppel: Sors bolondjai....Chuck Gallocio
- Molière: Scapin és a delfinek....Delon
- Wilde: Mennyből az angyal....Charles
- Balogh-Kerényi: Csíksomlyói passió....Júdás; Filius Luciperi; Egy sidó ember; Öreg pásztor
- Kander-Ebb-Fosse: Chicago....Amos Hart
- Schaeffer: Kacsa....Showman
- William Shakespeare: A makrancos hölgy....Grumio
- Kárpáti Péter: Nick Carter avagy végső leszámolás Dr. Quartzcal....Nick Carter
- William Shakespeare: Falstaff....Pistol; Mortimer
- William Shakespeare: Sok hűhó semmiért....Benedek
- Katona József: Mit bán Bánk?....
- Taviani: Előre hát, fiúk!....Tito
- Bulgakov: Álszentek összeesküvése....Charron
- Tasnádi István: Malacbefőtt....Bauer Tamás
- Baron: Szép jó estét, Mr. Green!....Ross; Mr. Green
- William Shakespeare: Tévedések vígjátéka....Efezusi Dromio
- Langer: A negyedik kapu....
- Magyar Attila: Álmodozók a falvédőről....
- Barta Lajos: Szerelem....Kocsárd
- William Shakespeare: Vízkereszt, vagy amit akartok....Feste
- Marriott-Foot: Csak semmi szexet kérem...!....Brian Runnicles
- Coward: Vidám kísértet....Dr. Bradman
- Szigligeti Ede: Fenn az ernyő, nincsen kas....
- Ionesco: A kopasz énekesnő....A Tűzoltóparancsnok
- Allen: Riverside Drive....Jim
- Gogol: Háztűznéző....Padkaljószin
- Allen: Semmi pánik....Walter Hollander
- William Shakespeare: A velencei kalmár....Lanselo
- Molnár Ferenc: Liliom....Húgó; Kádár István
- Márai Sándor: Füveskönyv....Férfi 2.
- Valló Péter: Anconai szerelmesek....Tomao Nicomaco
- Stewart: Szeretem a feleségem....Alvin
- Molière: Dandin, avagy a megcsúfolt férj....Colin
- Tremblay: Sógornők....Olivine Dubuc
- Ionesco: Makbett....Duncan a herceg
- Chenelière: Ha elhagysz, veled mehetek?....François
- Frederick Stroppel: Sors bolondjai - Chuck Gallucio
- Cooney-Hilton: 1x3 néha 4 avagy Egyszerháromnéhanégy - Jugg
- P. Szabó István: Panelninja - Bodovács Egon[14]
- Graham Linehan: Betörő az albérlőm - Őrnagy
- Gyárfás Miklós; Szabó Tamás; Szente Vajk: Tanulmány a nőkről - Narrátor
- Somogyi Gyula; Eisemann Mihály; Zágon István: Fekete Péter - Pessty Péter
- P. G. Wodehouse: Agyeldobás (Jeeves és Wooster) - Jeeves (Simon Kornéllal felváltva)

## Színházi művei íróként
- Kornis Mihály: Végre élsz - színpadi adaptációja[15] (1998)
- Mit bán Bánk? - Katona József művének adaptációja Hajdu Steve-vel (2002)
- A szószegő szerelmesek, avagy a lóvátett lovagok - William Shakespeare Lovak és lovagok nélkül művének átirata Hajdu Steve-vel[16] (2004)
- Álmodozók a falvédőről (2005)[17][18]

## Színházi rendezései
- Allen: Kleinman és a halál (1993)
- Kornis Mihály: Végre élsz (1998)
- Az ezredik játszma vége (Samuel Beckett: A játszma vége / Đorđe Lebović: Az ezredik éjszaka; 1999)
- Molière: A botcsinálta doktor (1999)
- Csokonai Vitéz Mihály: Az özvegy Karnyóné s a két szeleburdiak (2001)
- Kocsonya Mihály házassága (2002, 2010)
- Katona József: Mit bán Bánk? (2002)
- Dévajságok Magyarhonban (2003)
- William Shakespeare: A szószegő szerelmesek, avagy a lóvátett lovagok (Lovak és lovagok nélkül) (2004)
- Magyar: Álmodozók a falvédőről (2005)
- Szigligeti Ede: Fenn az ernyő, nincsen kas (2006)
- Stroppel: Sors bolondjai (2009)
- Valló Péter: Anconai szerelmesek (2009)
- Tremblay: Sógornők (2010)
- Chenelière: Ha elhagysz, veled mehetek? (2011)
- Monnot: Irma, te édes (2011)
- Tamási Áron: Énekes madár (2012)[19]

## Filmjei
- Szeszélyes
- Szentek és bolondok
- Mit akar egy író?
- Melodráma (1990)
- Kisváros (1994-2001)
- Zimmer Feri (1997)
- Országalma (1998)
- Vakvagányok (2000)
- Üvegtigris (2001)
- VII. Olivér (2001)
- A titkos háború (2002)
- Bolygótűz (2003)
- Kaffka Margit és Bauer Henrik (2003)
- Tea (2003)
- Magyar vándor (2004)
- Szeret, nem szeret (2004)
- Csak szex és más semmi (2005)
- A baxun invázió (2005)
- Kivilágos kivirradtig (2005)
- Sorstalanság (2005)
- De kik azok a Lumnitzer nővérek? (2006)
- Mansfeld (2006)
- Lopott képek (2006)
- Szabadság, szerelem (2006)
- Megy a gőzös (2007)
- Buhera mátrix (2007)
- Álomlátók (2008)
- Dr. Bubó (2009)
- Munkaügyek (2012)
- Kossuthkifli (2015)
- A mi kis falunk (2016)
- Csandra szekere (2016)
- Tóth János (2018)
- A színésznő (2018)
- Ízig-vérig (2019)
- Keresztanyu (2021–2022)
- A Séf meg a többiek (2022)
- Drága örökösök – A visszatérés (2022–2024)
- Pokoli rokonok (2025)

## Szinkronszerepei
- Bolondok aranya: Alfonz - Ewen Bremner
- Gyorsabb a halálnál: Patkány - Raynor Scheine
- Kafka: Ludwig asszisztens - Keith Allen
- Kötöznivaló bolondok: Henchman - John Cassini
- Miranda: Gerry - Cavan Clerkin
- Sztárral szemben: TV-s rendező - Ramsey Faragallah
- Tök állat: Olasz pincér - Luigi Amodeo
- Vakító fehérség: McGuire - Arthur Holden